# Deutsche Tischtennis-Meisterschaft 1942
Die 12. nationale Deutsche Tischtennis-Meisterschaft – auch 3. Deutsche Kriegsmeisterschaften genannt – fand vom 30. bis 31. Mai 1942 in Dresden im Künstlerhaus statt.
Wegen der aktuellen Kriegsereignisse waren mehrere Spitzenspieler im Wehrdienst gebunden und fehlten daher bzw. hatten erhebliche Trainingsrückstände. Zudem hatten viele Fachzeitschriften, darunter auch tischtennis, zu dieser Zeit ihr Erscheinen eingestellt, um zugunsten der Kriegswirtschaft Papierressourcen zu sparen. Lediglich in Zeitungen findet man Berichte über diese DM, häufig unter einer Überschrift der Art Alle Meistertitel nach Wien.
Trude Pritzi verteidigte ihren Vorjahrestitel im Einzel ohne einen einzigen Satzverlust und im Doppel mit Ottilie Graszl. Zwei Titel gewann auch Herbert Wunsch, nämlich im Einzel und im Doppel mit Heinrich Bednar. Bednar war zudem im Mixed mit Ottilie Graszl erfolgreich.
Es traten 40 Damen und 50 Herren an.
| Platz | Herreneinzel     | Dameneinzel   | Herrendoppel                   | Damendoppel                 | Mixed                          |
| ----- | ---------------- | ------------- | ------------------------------ | --------------------------- | ------------------------------ |
| 1     | Herbert Wunsch   | Trude Pritzi  | Herbert Wunsch/Heinrich Bednar | Trude Pritzi/Ottilie Graszl | Heinrich Bednar/Ottilie Graszl |
| 2     | Heinrich Bednar  | Erika Richter | Helmuth Hoffmann/Fiedler       | Erika Richter/Uschi Janke   | Herbert Wunsch/Trude Pritzi    |
| 3     | Emil Hochenegger |               | Hans Kiak/Erich Mech           |                             | Hans Kiak/Erika Richter        |
| 3     | Heinz Raack      |               |                                |                             |                                |

## Einige Ergebnisse

### Endspiele
- Herbert Wunsch – Heinrich Bednar 3:0
- Herbert Wunsch/Heinrich Bednar – Helmuth Hoffmann/Fiedler (Mährisch-Schönberg oder Halle)  3:1
- Trude Pritzi – Erika Richter  3:0
- Trude Pritzi/Ottilie Graszl – Erika Richter/Uschi Janke(Berlin)  3:0
- Heinrich Bednar/Ottilie Graszl – Trude Pritzi/Herbert Wunsch 3:0

### Halbfinale
- Heinrich Bednar – Heinz Raack 3:0
- Herbert Wunsch – Emil Hochenegger 3:?
- Herbert Wunsch/Heinrich Bednar – Hans Kiak/Erich Mech (Berlin) 3:?
- Heinrich Bednar/Ottilie Graszl – Erika Richter/Hans Kiak  3:1

### Sonstige
- Herreneinzel
  - Heinrich Bednar – Müller (Worms)  3:0
  - Heinrich Bednar – Pironczek (Ratibor)  3:1
  - Heinrich Bednar – Salatzke (Innsbruck)  3:?
  - Herbert Wunsch – Simon (Hamburg) 3:2
  - Herbert Wunsch – Erich Deisler 3:1
  - Heinz Raack – Lindner (Pillau)  3:0
  - Heinz Raack – Hans Kiak 3:?
  - Erich Hochenegger – Steinbauer (Hannover) 3:0
  - Erich Hochenegger – Erich Mech (Berlin) 3:0
  - Erich Hochenegger – Lietmann (Wuppertal)  3:0
  - Erich Hochenegger – Herbert Wunsch   2:3
  - Emil Hochenegger (Innsbruck) – Steinbauer (Hannover)   3:0
  - Rudolf Schwager (Berlin) – Franz Linhart (Wien)  3:0
  - Franz Pilsl – Gerlach (Pillau, Ostpreußen)  3:0
  - Rudi Holzmann (Hanau) – Franz Pilsl   3:?
  - Hans Butter (Mainz) – Erich Hochenegger  3:2
  - Helmut Metzelt (Dresden) – Marcel Jaminet (luxemburgischer Meister)  3:2  (1. Runde)
  - Salatzke (Innsbruck) – Kostka (Gleiwitz) 3:2
  - Schröder (Hamburg) – Metty Steimetz 3:? (1. Runde)

- Dameneinzel
  - Trude Pritzi – Erna Löwenberg (Bremen)  3:0
  - Trude Pritzi – Kristand (Danzig) 3:0
  - Trude Pritzi – Fröhlich (Breslau) 3:0
  - Ottilie Graszl – Kitzmann (Stettin)   3:0
  - Ottilie Graszl – Schmidt (Dresden) 3:1
  - Ilse Lohmann (Wuppertal) – Ottilie Graszl  3:0
  - Schmidt – Cäcilia Scholtes  3:?  (1. Runde)
  - Gerda Fräßdorf (Bitterfeld) – Johanna Weigelt  3:2

- Herrendoppel
  - Marcel Jaminet/Metty Steimetz – Erich Deisler/Simon 3:1  (1. Runde)
  - Marcel Jaminet/Metty Steimetz – Rudi Holzmann/Zimpelmann 3:1  (2. Runde)
  - Helmuth Hoffmann/Fiedler – Marcel Jaminet/Metty Steimetz 3:0 (3. Runde)

- Damendoppel
  - Harder/Höflich – Schmidt/Johanna Weigelt (Leipzig) 3:1

- Mixed
  - Marcel Jaminet/Cäcilia Scholtes – Hans Butter/Engelt 3:1 (1. Runde)
  - Herbert Wunsch/Trude Pritzi – Marcel Jaminet/Cäcilia Scholtes  3:?  (2. Runde)

### Weitere Teilnehmerinnen und Teilnehmer
- Schröder (Nordmark)
- Winkler (Nordmark)
- Martens (Nordmark)
- Frau Harder
- Siegfried Facius  (Leipzig)
- Hempel (Leipzig)
- Frau Weigel (Leipzig)
- Müller (Dresden)
- Großmann (Dresden)
- Creutzer (Dresden)
- Frau Engelt (Dresden)
- Frl. Schmidt (Dresden)